# Fares (fiul lui Iuda)
Fares este unul din fiii patriarhului Iuda. Conform bibliei e făcut cu Tamara. Tamara, nora lui Iuda, i-a născut acestuia pe gemenii Fares și Zara. Așa că, de toții, fiii lui Iuda au fost cinci. Fares apare în genealogia lui Isus.